# Fernando Arcega Aperte
Fernando Arcega Aperte (Ainzón, Aragó; 3 d'abril de 1960) és un jugador de bàsquet espanyol, ja retirat, guanyador d'una medalla olímpica.

## Biografia
Va néixer el 3 de setembre de 1960 a la ciutat d'Ainzón, població situada a la província de Saragossa (Aragó). És germà del també jugador de bàsquet José Ángel i Joaquín Arcega.

## Carrera esportiva

### A nivell de clubs
| Anys      | Club                   | Lliga                      |
| --------- | ---------------------- | -------------------------- |
| 1979-1981 | Centro Natación Helios | Lliga espanyola de bàsquet |
| 1982-1995 | CAI Zaragoza           | Lliga espanyola/Lliga ACB  |

Amb el CAI Zaragoza guanyà:
- Copa del Rei de bàsquet (2): 1984 i 1990

### Amb la selecció nacional
Va participar, als 23 anys, en els Jocs Olímpics d'Estiu de 1984 realitzats a Los Angeles (Estats Units), on va aconseguir guanyar la medalla de plata amb la selecció espanyola de bàsquet. En els Jocs Olímpics d'Estiu de 1988 celebrats a Seül (Corea del Sud) aconseguí guanyar un diploma olímpic en finalitzar vuitè en la competició olímpica.
Al llarg de la seva carrera guanyà dues medalles en el Campionat d'Europa de bàsquet masculí.